# رایان اروناتیکال
رایان اروناتیکال (انگلیسی: Ryan Aeronautical) شرکت هوافضای آمریکایی بود، که در سال ۱۹۳۴ تأسیس شد و در سال ۱۹۶۹ در پی ادغام با شرکت تله‌داین، منحل گردید.